# Caracoles (gastronomía)

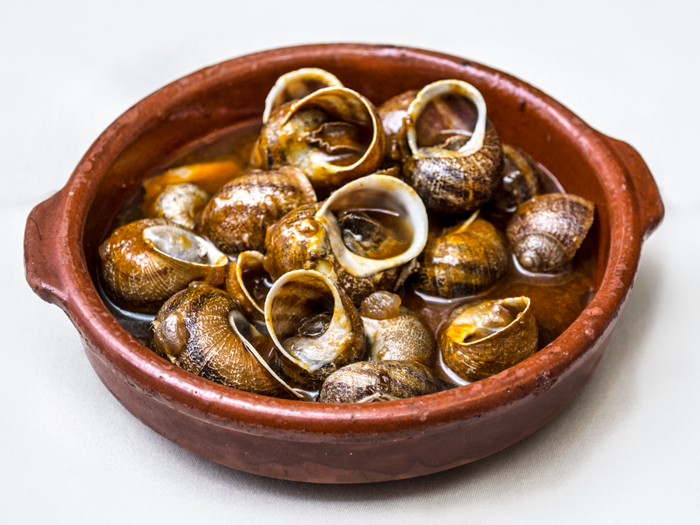
Ración de caracoles de Toledo, España

Los caracoles son considerados comestibles en ciertas áreas como la región mediterránea, África o el sudeste asiático, mientras que en otras culturas se considera un alimento tabú. La producción de caracoles para su consumo se denomina helicicultura. Los caracoles como alimento se remontan a tiempos ancestrales, y era un plato que ya se servía en las mesas de la Antigua Grecia y Roma.
Los caracoles son recolectados tras las lluvias, y se ponen a «purgar» (en ayuno). Antiguamente, el consumo de caracoles tenía una marcada estacionalidad, de abril a junio. Sin embargo gracias a las técnicas de cría de caracoles, hoy en día están disponibles todo el año. La helicicultura se da principalmente en España, Francia e Italia, que además son los países con mayor tradición culinaria del caracol.

## Historia

### Orígenes
Los investigadores no han podido determinar una época exacta en la que los humanos comenzasen a consumir caracoles, aunque los descubrimientos arqueológicos apuntan a etapas previas incluso a la invención de la caza. Un montón de caparazones de caracol rotos se han encontrado en la cueva Franchthi, en el Peloponeso griego, del año 10.700 a. C. En Historia de la gastronomía (2004), Fernández-Armesto señala las posibles razones: los caracoles son fáciles de manipular, y su cultivo «parece una extensión natural de la recolección». A diferencia de la caza de animales de gran tamaño, no se necesitan armas o perros, y no peligra la seguridad de uno mismo. A diferencia de otra ganadería, los caracoles son fáciles de alimentar y se pueden criar en grandes cantidades:

Cuesta salirse de los límites de un modelo desarrollista y progresivo de la historia de los alimentos, según el cual es impensable que ningún alimento se cultivara en épocas tan tempranas; pero la cría de caracoles es tan sencilla, exige tan poco esfuerzo técnico y se acerca tanto conceptualmente a los métodos recolectores, que parece doctrinario hasta la testarudez excluir tal posibilidad.
Felipe Fernández-Armesto

### Antigua Roma
El criador romano Fulvio Lipino es considerado el «padre» de la helicicultura, o al menos, la primera referencia escrita que se tiene de granjas de caracoles. Lipino estableció en la ciudad toscana de Tarquinia su centro de estudio para la viabilidad de domesticar diversos animales, como lirones y jabalíes entre muchos otros. Sin embargo, fue más conocido por sus enormes caracoles, de los cuales tenía varias especies traídas desde Iliria hasta África. Con una dieta grasa que ideó él para engordarlos, lograba grandes cantidades de caracoles, que luego comercializaba en Roma. Sus caracoles marcaron tendencia entre la clase alta romana y la práctica se popularizó. Lipino fue un innovador que logró una gran empresa que comercializaba sus caracoles allén del Mare Nostrum.
Galeno los describe como «animales de carne viscosa, pero cocinados resultan muy nutritivos».
Asimismo, en De re coquinaria, uno de los más completos libros de cocina romana, se mencionan cuatro recetas a base de caracoles. De ellas, dos consisten en freírlos y comerlos con garum al vino, y las otras dos asarlos con liquamen, pimienta, y otros condimentos. En este recetario, se explica cómo engordar los caracoles con leche (cochleas lacte pastas) o gachas de leche y harina.

### Medievo y Edad Moderna
Una receta de caracoles se puede encontrar en el libro Fiḍālat al-Jiwān (siglo XIII) escrito por el jurista, poeta y gastrónomo murciano Ibn Razín.
En el Tesoro de la lengua castellana, el religioso y lingüista Covarrubias escribe que «su carne es dura de digestión, y de ruin y grosero mantenimiento para gentes delicadas».
El Papa Pío V, que era un ávido comidista de caracoles, decidió que tenían que considerarse como peces, para poder seguir comiéndolos durante la Cuaresma, exclamando: Estote pisces in aeternum ('¡seréis peces para siempre!'). En España, la costumbre siguió teniendo continuidad como se puede comprobar en la literatura gastronómica de ese momento. En el Libro del arte de cozina, cuyo autor, Diego Granado, era jefe de cocina de la casa real española, se dedicaba un apartado para el caracol, explicando sus características biológicas, cómo limpiarlos y diversas recetas sobre cómo guisarlos, freírlos, etc. Curiosamente este libro se publica en 1614 en Lérida, ciudad del oeste de Cataluña famosa por su tradición culinaria del caracol.

### Actualidad
Si bien a lo largo de la historia, el caracol ha tenido poco valor en cocina por considerarse «comida de pobre», en tiempos recientes se puede clasificar como manjar gracias a la apreciación que le dan los chefs de la haute cuisine. Según el gastrónomo Fernández-Armesto, fue gracias a los jefes de cocina de origen provinciano que trabajaban en los restaurantes de París, a partir de la Segunda Guerra Mundial.

## Especies
No todos los caracoles de tierra son comestibles.
Del género Helix:
- Helix aspersa, caracol común, de jardín o petit-gris
- Helix aperta, caracol de las llanuras
- Helix lucorum, caracol europeo
- Helix pomatia, caracol romano, de las viñas o escargot de Borgoña

Del género Cepaea:
- Cepaea nemoralis, caracol moro o rayado
- Cepaea hortensis, caracol de labio blanco

Del género Otala:
- Otala punctata, cabrilla, son de gran tamaño
- Otala lactea, caracol miel, español o serrano

Otros:
- Lissachatina fulica, caracol gigante africano

## Nutrición
La carne de caracol presenta varios beneficios frente a otras carnes, destacando el bajo contenido en calorías y grasas.  Es fuente de proteínas (entre 10 y 19%). La información nutricional puede variar según la especie de caracol y también según quién realice el análisis nutricional. Aun así se puede decir que los caracoles son ricos en nutrientes inorgánicos: por un lado, un 82% de agua. Por el otro, minerales como magnesio y hierro (principalmente, pero también calcio, fósforo, potasio y sodio), además de un alto porcentaje de niacina (vitamina B3), ya que por cada 100 g de carne de caracol, se aporta hasta un 55% de la IDR (en mujeres) y 41% IDR (en hombres). El consumo de caracoles es una buena fuente de selenio; de la cantidad recomendada diaria requerida de selenio, el caracol provee hasta el 50% (en mujeres) y el 30% (en hombres).
Por su alto contenido en hierro, se recomienda la ingesta de caracoles a personas que sufren anemia ferropénica (anemia por falta de hierro). Su bajo contenido graso es beneficioso porque provee al organismo de ácidos omega 3. En general, el consumo regular de caracoles es beneficioso para el tratamiento de la depresión, para fortalecer los sistemas nervioso e inmunológico, prevenir cardiopatías y regular la glándula tiroides.

## Uso culinario

### Limpieza
Antes de su uso en cocina, hay que purgar los caracoles (limpieza previa para eliminar impurezas). El proceso de purga consiste en dejarlos entre varios días vivos sin comer, o sólo comiendo harina. El método de la harina es un recurso casero para limpiar el tracto digestivo del animal. Antiguamente en España, los caracoles se colgaban de bolsas de malla de las cuales no podían escapar. Según el gastrónomo americano Jeffrey Steingarten, en Valencia los alimentan con romero para purgarlos y darles sabor, e incluyen doce de ellos en las tradicionales paellas de arroz. El chef caracolero Morell i Bitrià (1999) recomienda no darles de comer nada por, como mínimo, ocho días (aunque idealmente diez o doce), y luego lavarlos bien. Los caracoles que mueren durante el proceso de purga deben ser desechados.

### Preparación
La baba se debe quitar con cuantas más lavadas de agua mejor, con un escurridor bajo el chorro del grifo o en una cacerola. De nuevo se lavan, pero esta vez con agua salada. La sal también ayuda a cortar la baba. Tras ser purgados y lavados varias veces, se pasan a una olla con agua fría y sal, y cuando éstos salgan de su caparazón, se sube el fuego al máximo y se cuecen por un cuarto de hora aproximadamente. Después de esto, se sirven en el guiso, salsa, o receta elegida. Esta acción intermedia se conoce popularmente como «engañar» al caracol, ya que cuando notan cierto calor salen de su caparazón, y, una vez fuera, se sube la flama para que mueran al instante.

### Consumo

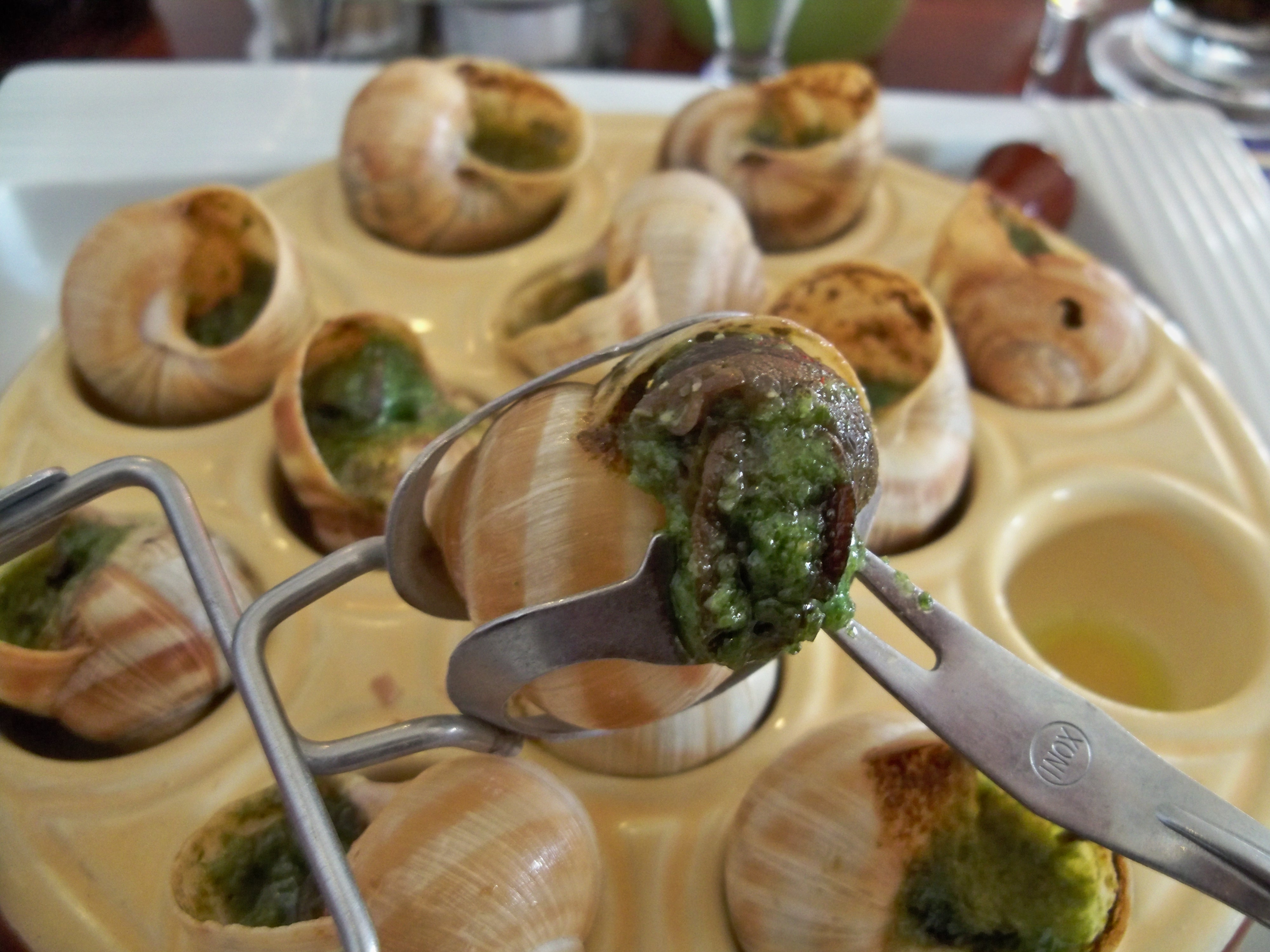
En la alta cocina, es costumbre servir los caracoles con sacacaracoles y pinzas para caracoles

En los bares donde los caracoles se ofertan como tapa, es común que se sirva con palillos (mondadientes), pues este es el utensilio rústico típico para comer caracoles. La ración para una persona común oscila entre los 25 y 30 caracoles. En la restauración de estilo alta cocina, los caracoles se consumen agarrando el caparazón con pinzas para caracoles y extrayendo el caracol con un tenedor llamado «sacacaracoles».
A nivel culinario, se pueden cocinar de muchas maneras: guisados, al horno, a la gormanta, a la brutesca. En la cocina ilerdense, es ingrediente de multitud de platos tradicionales, en muchos casos mezclándolo con otras carnes: los caracoles con pies de puerco, con conejo, con pollo, con langostas y gambas, etc.

## Por región

### Guinea africana

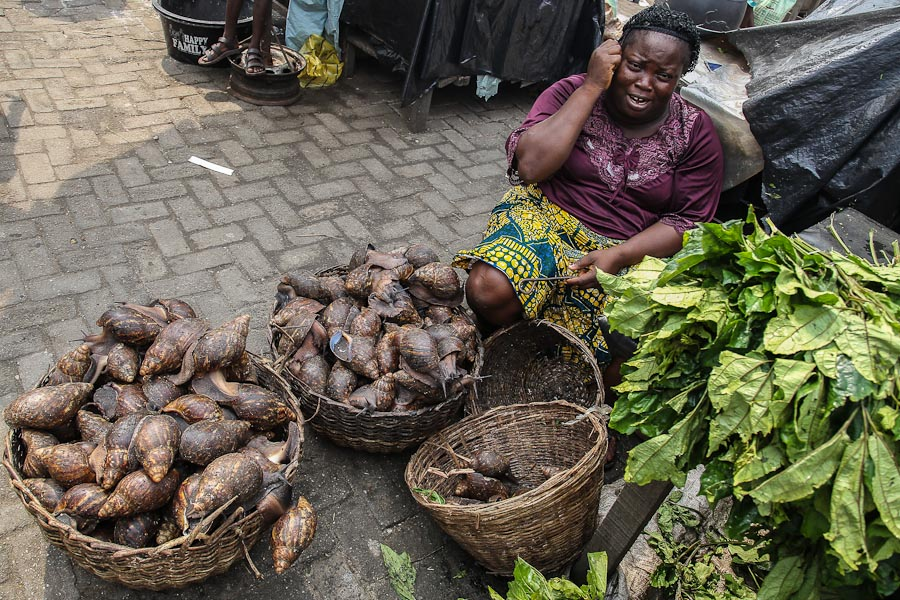
Vendedora de caracoles en Nigeria

En Camerún, Ghana, Nigeria y otros países de la zona se acostumbran a comer las variantes africanas de caracol, que son de mayor tamaño. De Guinea Ecuatorial es típico un caracol marítimo gigante llamado bilolá, que se come guisado o salteado, que en Cabo Verde se conoce como búzio cabra, y se ensarta en pinchos a la parrilla.

### Mediterráneo
Existe una tradición de consumo de caracoles en Andorra, la España mediterránea, Francia, Italia y Portugal por el lado europeo y Argelia, Marruecos y Túnez por el lado africano. Helix aspersa es la especie más extendida en la cuenca mediterránea, la península ibérica y la costa atlántica francesa.
Es un plato típico de las regiones rurales de España. Por ejemplo, en Castilla se preparan en guisos contundentes con chorizo y morcilla, con sobrasada en las Baleares, con conejo en Aragón y a la llauna en Cataluña. Estas dos últimas son las regiones más productivas en helicicultura y con mayor tradición. Una ciudad conocida por su cultura caracolera es la villa catalana de Lérida, donde se celebra desde 1980 el festival L'Aplec del Caragol, el cual recibe a unos 300 mil visitantes durante un fin de semana de mayo. En cambio, el caracol terrestre no es típico de las cocinas gallega y asturiana, donde prevalecen caracoles de mar como el bígaro. En una publicación de 1998 considera al caracol como un alimento tabú inaceptable en el occidente de Asturias, mientras que en el área central se consumía antiguamente pero la tradición se perdió. Aun así podemos encontrar recetas aisladas como los caracoles con ortigas en Galicia, las cigüeñuelas asturianas, o los caracoles a la montañesa que tradicionalmente se preparan en Cantabria y Euskadi durante la Navidad.
En Italia, particularmente en la Toscana, se gratinan bajo una cobertura de tocino, queso y ajo. En la ciudad francesa de Arlés, los caracoles se llaman cacalaus y son típicos.

### Sudeste asiático
Los caracoles son consumidos en Camboya, Filipinas, Indonesia, Laos y Vietnam. En Indonesia , los caracoles de los campos de arroz se fríen en satay (brochetas), un plato conocido como sate kakul , o bien a la parrilla, el sate kolombi de Tondano.
En el oeste de la isla de Java, los caracoles de los campos de arroz se llaman tutut y se comen con diferentes salsas (curry, etc. ).

### Subcontinente indio
Los caracoles se preparan con axone y las partes del cerdo especialmente grasas en el noreste de la India (en los estados de Manipur, Tripura y Nagalanda). Localmente se le llama hamok, y en Manipur, se les llama tharoi.
En Bihar, especialmente en la región de Mithila, se les llama doka, en otros lugares de Bihar y el este de Uttar Pradesh, se les llama ainthi. Se hierven y se extrae la carne para cocinar un curry, que normalmente se come con arroz.
Los ghonghi se consumen comúnmente en la región de Teray, en Nepal. 

### Otras regiones
- Se consumen tradicionalmente en la región de Hanui, en China[5]
- Una demanda creciente en Sudamérica, en particular, Argentina, Chile, Perú y Uruguay.[31]

## Platos con caracoles
- Cargols a la llauna, típicos de Lérida, España
- Caracoles a la madrileña
- Caracoles a la malagueña
- Caracoles a la mallorquina
- Caracoles a la montañesa, de Cantabria
- Caracoles a la palentina
- Caracoles a la portuguesa
- Caragolada, en Valencia
- Escargots de Bourgogne, típicos de Borgoña, Francia
- Ġūlāl (غولال), sopa de caracoles marroquí. En Argelia conocido como buyaglal بوجغللو y en Túnez como babbúsh ببوش

## Cultura
- Festival L’Aplec del Caragol, declarado Fiesta de Interés Turístico Nacional

Asociado a fiestas patronales:
- Logroño: sopa de caracoles a la riojana para el día de San Juan
- Huesca: caracoles con ajoaceite para el día de San Jorge, santo patrón de Aragón
- Mallorca: caracoles con pollo, para el 3 de mayo